# R. Brent Tully
R. Brent Tully (Toronto, 9 marzo 1943) è un astronomo canadese all'Institute for Astronomy (Hawaii).
Nato a Toronto, Ontario, e cresciuto a Vancouver, British Columbia, la specialità di Tully è l'astrofisica delle galassie. Con J. Richard Fisher, ha proposto la relazione di Tully-Fisher, che mostra che la luminosità di una galassia e le velocità orbitali delle sue stelle sono correlate. Questa relazione può essere utilizzata per determinare le distanze delle galassie e, per inferenza, le dimensioni e l'età dell'universo. I suoi libri The Nearby Galaxies Atlas e Catalog pubblicati nel 1988 forniscono le posizioni 3D di 2.400 galassie entro 130 milioni di anni luce dalla Terra. Una scoperta particolarmente notevole è stata che la nostra galassia, la Via Lattea, si trova adiacente a una vasta regione sottodensa che Tully ha chiamato il Vuoto Locale. Una compilazione più estesa di 30.000 galassie all'interno di un cubo di diametro 700 milioni di anni luce centrato sulla Terra può essere navigata visivamente con il software per computer planetario Starry Night Pro, dove i dati sono chiamati Tully Database.
Tully, insieme ai colleghi Helene Courtois, Daniel Pomarede e Yehuda Hoffman, ha compilato e analizzato le distanze delle galassie e le deviazioni dei movimenti delle galassie dall'espansione cosmica all'interno del programma Cosmicflows. Scoperte degne di nota sono state l'estensione completa del nostro superammasso di galassie, chiamato Laniakea, e dell'adiacente, molto grande, South Pole Wall. Nel complesso, la struttura su larga scala nella distribuzione della materia in un volume di diametro di 1,3 miliardi di anni luce centrato sulla nostra posizione mappata da Tully e dai suoi colleghi spiega ragionevolmente il movimento del nostro Gruppo Locale di galassie di oltre 600 chilometri al secondo, sebbene rimanga la possibilità di influenze su scale ancora più grandi.

## Riferimenti
1. ↑   Tully, R. B. e Fisher, J. R., A New Method of Determining Distances to Galaxies, in Astronomy and Astrophysics.